# Ralf Güldner
Ralf Güldner (* 1953) ist ein deutscher Radiochemiker und seit April 2010 Präsident des Deutschen Atomforums.

## Leben
Güldner studierte von 1972 bis 1978 an der Ludwig-Maximilians-Universität in München Chemie. Im Jahr 1981 promovierte er dort in Radiochemie. Ab 1981 war er bei der Alkem GmbH (später Brennelementewerke) in Hanau tätig, von 1995 bis 1999 dort als Werksleiter. Danach wurde er Geschäftsführer bei Advanced Nuclear Fuels (ANF); von 2001 bis 2008 technischer Geschäftsführer und Arbeitsdirektor (Executive Vice President) bei Framatome ANP GmbH in Erlangen (heute AREVA NP). Zudem war er von 2003 bis 2006 Vorsitzender der Kerntechnischen Gesellschaft. Ab 2008 war er zunächst Mitglied der Geschäftsführung, dann stellvertretender Vorsitzender der Geschäftsführung bei E.ON Kernkraft GmbH. Seine Zuständigkeit dort betrafen die Bereiche „Neubau“, „Rückbau“ und „Brennstoffkreislauf“. Seit 2009 ist er Präsident des europäischen Branchenverbandes FORATOM.
Von 2014 bis 2016 war er zudem als „Vertreter der gesellschaftlichen Gruppen“ Mitglied in der Kommission Lagerung hoch radioaktiver Abfallstoffe (Endlagerkommission) gemäß § 3 Standortauswahlgesetz.